# Klaus Tennstedt

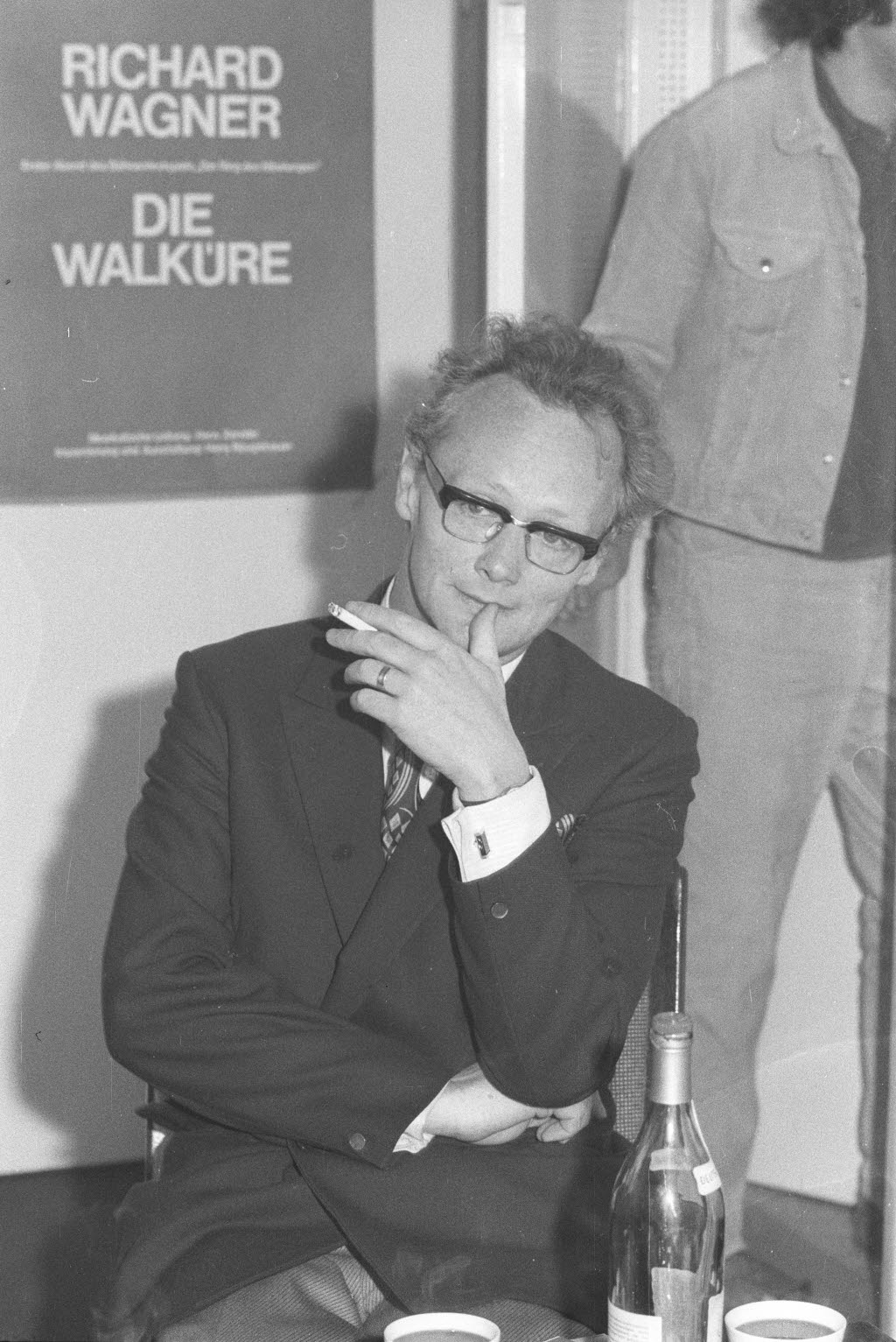

Klaus Tennstedt (Merseburg, Alemania, 6 de junio de 1926 - Kiel, Alemania, 11 de enero de 1998) fue un director de orquesta alemán. Uno de los más prestigiosos y apreciados directores de su generación particularmente valorado en el repertorio romántico y clásico germánico.

## Trayectoria
Se formó en el conservatorio de Leipzig como violinista siendo concertino de la orquesta de Halle en 1948, pero una lesión le impidió seguir tocando el violín y se dedicó a la dirección orquestal donde alcanzó inmediata notoriedad en la Alemania Oriental tocando con las prestigiosas Staatskapelle de Dresde, Gewandhaus y otras.
Fue director musical de la Opera de Dresde entre 1962 y 1971, año en que emigró desde Alemania Oriental a Suecia como asilado, donde trabajó con las orquestas de Gotemburgo y Estocolmo.
En 1972 fue nombrado director general de la Opera de Kiel. Su primer viaje a Norteamérica fue después de la muerte de Karel Ančerl, director de la Orquesta Sinfónica de Toronto. Cuando el director gerente de la orquesta, Walter Homburger, fue a Europa en busca de un sustituto, leyó algunas reseñas del trabajo de Tennstedt en Kiel. Después de escucharlo dirigir la séptima sinfonía de Bruckner, lo contrató para una serie de conciertos de Toronto en mayo de 1974. Ese mismo año hizo sus triunfales conciertos en Estados Unidos al frente de la Sinfónica de Boston. A partir de entonces: las grandes orquestas de Estados Unidos lo llaman como invitado y ficha por EMI, acordando como primer proyecto la grabación de todas las sinfonías de Mahler con la Filarmónica de Londres.
Entre 1979-82 fue director principal de la Orquesta la Radio del Norte Alemana (Norddeutscher Rundfunk) de Hamburgo.
A partir de entonces se convirtió en uno de los directores favoritos de las décadas de los 80 y 90. Fue director de la Orquesta Sinfónica de Londres, Orquesta Filarmónica de Londres, Orquesta de Filadelfia, Orquesta Sinfónica de Chicago, Orquesta Filarmónica de Nueva York, Ópera Metropolitana de Nueva York, etc.
Fue titular de la Orquesta Filarmónica de Londres de 1983 a 1990, orquesta con la que entabló una relación musical especialmente intensa.
Fumador compulsivo, sufrió un infarto durante un concierto en 1984 y al año siguiente le fue diagnosticado un cáncer en las cuerdas vocales. Su versión de la Sexta Sinfonía de Mahler con la Filarmónica de Berlín recibió grandes elogios. Tennstedt se centró en Mahler con una intensidad única, sin cautelas ni atención a la moda, encarnó la preferencia expresa del compositor por la exageración.
Sufría frecuentes depresiones que lo obligaban a cancelar sus conciertos con frecuencia. El crítico Norman Lebrecht relata lo acaecido en 1989, que precipitó su abandono de la dirección de la Filarmónica de Londres  en El mito del maestro: “El final, cuando llegó, fue banal. Había proyectado su regreso a Londres con la Cuarta Sinfonía de Brahms, el Adagio de Barber y los Kindertotenlieder de Mahler, en los Proms, su ambiente preferido, para el 25 de agosto. El trauma Tennstedt había suscitado el interés de los alemanes y Der Stern mandó a uno de sus periodistas más célebres para el acontecimiento. La BBC iba transmitir el concierto por televisión. Al fin iba a ser famoso. A las cinco de la mañana, antes de salir de Kiel, Inge Tennstedt, su esposa, telefoneó a la Filarmónica de Londres para comunicar que Klaus no era capaz de soportar una conferencia de prensa. No se preocupe, le respondieron, lo importante era el concierto. Cuando llegó a Londres, Tennstedt declaró no estar seguro de poder enfrentarse a la orquesta. Nadie hizo caso de aquellos miedos, ya formaban parte de la rutina que precedía a sus conciertos. Fue en automóvil al ensayo y se mostró quisquilloso y poco cooperativo. Ante la conmovedora bienvenida de la orquesta a su entrada en el Watford Town Hall, el maestro anunció que era presa de una tremenda tensión. No obstante sus temores, el primer movimiento dela Sinfonía de Brahms fue soberbio. Todos podían sentir su fervor. Mientras la orquesta respiraba de alivio, el director se fue a su camerino a tomar un café. Transcurrido un cuarto de hora, se negó a salir. “Estoy muy mal, no puedo seguir”, dijo al mánager John Willam. Sus amigos más íntimos le imploraron que continuase. “Basta con que se presente, nosotros haremos el resto”, le dijo un músico. Willan y su presidente, David Marcou, le advirtieron de las consecuencias inevitables. Hasta un periodista alemán intervino con una llamada desesperada. Inge Tennstedt lloraba a espaldas de Willan. Se acordó una declaración conjunta en la que Tennstedt “dimitía” como director titular de la Filarmónica de Londres por motivos de salud. Ninguna orquesta podía seguir viviendo bajo la presión de aquella incertidumbre. No parecía que su colapso tuviese causas físicas. Los médicos le habían dado vía libre, aparecía en buenas condiciones y había interrumpido una quimioterapia de precaución contra el cáncer porque le causaba náuseas. Aquella mañana de verano lo que se resquebrajó en Klaus Tennstedt fue la frágil fe en sí mismo.”
Debido a su mala salud se retiró en 1994 como director laureado de la Filarmónica de Londres, murió de cáncer en su casa de Kiel a los 71 años. Estaba casado con Inge Tennstedt.

## Estilo musical
De su debut en la Filarmónica de Nueva York en febrero de 1977, Harold C. Schonberg observó en The New York Times que el director parecía igual a la reputación que lo había precedido.
"Su enfoque fue romántico, con mucha calidez, tensión y una explotación del completo registro dinámico de la orquesta sinfónica", escribió Schonberg. '' Pero esto no era una mera dirección virtuosa. Había lógica detrás de todo lo que hacía". Añadió:" Al final del primer movimiento de Prokofiev, hubo un grito involuntario de un espectador emocionado".
Respecto a su interpretación de la música de Mahler le dijo a Roy Hemming en una entrevista para la revista Keynote en 1985: "Llegué tarde a Mahler y creo que eso es mejor. Excepto para la primera sinfonía de Mahler, creo que necesitas experiencia en la vida antes de que puedas ser un buen intérprete de Mahler. Todas las cosas que compuso en sus obras -el amor, el odio, el miedo, la alegría, el cinismo, todo esto- no se puede comprender plenamente cuando se es joven ".
El profesor Ismael Gavilán dice de su aproximación a las partituras: "Con Tennstedt asistimos a otra cosa: a una especie de liberación interior que conjura los demonios interiores con una pasión que nunca desborda la formalidad del material musical. En otras palabras, Boulez nos muestra a Mahler, Tennstedt, nos lo entrega. Algo similar ocurre con Wagner y con Brahms, con quienes Tennstedt logra una especie de transparencia emocional que impacta al oyente, deseoso de obtener algo más que una mera puesta en escena, por más perfecta que ésta sea."

## Discografía
Dejó un importante legado discográfico, destacándose sus versiones de obras de Beethoven, Wagner, Brahms, Bruckner y su ciclo integral de sinfonías de Gustav Mahler con la Orquesta Filarmónica de Londres Tennstedt admiraba en Mahler la búsqueda de la verdad y su universo sinfónico reflejo la propia existencia. Anton Bruckner y Gustav Mahler. Tennstedt consiguió el estatus de uno de los maestros mahlerianos por excelencia. Su descubrimiento de la música de Mahler fue para él una transformación espiritual y se han convertido en referencias sus versiones de la sinfonía Titán y de la Sexta.
De los archivos procedentes de la BBC de grabaciones en directo con la Orquesta Filarmónica de Londres, se han publicado diversos discos en su propio sello discográfico. De estas grabaciones se pueden destacar la 2ª Sinfonía Resurrección, de Mahler grabada en el Royal Festival Hall el 20 de febrero de 1989, muy lenta pero con una tensión expresiva característica del director, con Jard van Nes como solista vocal. Hay también notables versiones de las sinfonías Primera, Sexta (grabada en el Royal Albert Hall, en los Proms de 1983) y de la Octava, más las Canciones del camarada errante, con Thomas Hampson. También son notables sus versiones de las sinfonías Cuarta, Séptima y Octava de Anton Bruckner grabadas respectivamente en 1989, 1984 y 1981 muy originales por sus contrastes, con una tensión muy lograda que las aleja de las versiones tradicionales de Jochum. Su altura como director queda reflejada en su interpretación de la Novena sinfonía de Beethoven que dirigió en 1992 para conmemorar el 60.º aniversario de la Filarmónica de Londres, con el coro de la orquesta y un cuarteto vocal compuesto por Lucia Popp, Ann Murray, Anthony Rolfe Johnson y René Pape.

### Grabaciones de estudio
- Symphony n.º 1 - 1978 • Gustav Mahler • London Philharmonic Orchestra / Klaus Tennstedt
- Symphony n.º 5; Symphony n.º 10 - Adagio - 1979 • Gustav Mahler • London Philharmonic Orchestra / Klaus Tennstedt
- Symphony No.3 - 1980 • Gustav Mahler • London Philharmonic Orchestra / Ladies of the London Philharmonic Choir / The Southend Boys' Choir / Klaus Tennstedt / Ortrun Wenkel
- Symphony No.9 - 1980 • Gustav Mahler • London Philharmonic Orchestra / Klaus Tennstedt
- Symphony No.7 - 1981 • Gustav Mahler • London Philharmonic Orchestra / Klaus Tennstedt
- Symphony No.4 in E flat "Romantic" - 1982 • Anton Bruckner • Berlin Philharmonic Orchestra / Klaus Tennstedt
- Symphony n.º 4 - 1983 • Gustav Mahler • London Philharmonic Orchestra / Klaus Tennstedt / Lucia Popp
- Symphony n.º 6 - 1983 • Gustav Mahler • London Philharmonic Orchestra / Klaus Tennstedt
- Wagner Overtures - 1983 • Richard Wagner • Berliner Philharmoniker / Klaus Tennstedt
- Symphony No 1 in C Minor - 1984 • Johannes Brahms • London Philharmonic Orchestra / Klaus Tennstedt
- Sinfonía n.º 8 - 1987 • Gustav Mahler • London Philharmonic Orchestra / London Philharmonic Choir / Klaus Tennstedt
- Violin Concerto - 1991 • Johannes Brahms • London Philharmonic Orchestra / Klaus Tennstedt / Nigel Kennedy
- Symphonies Nos. 4 & 8 - 2006 • Gustav Mahler • London Philharmonic Orchestra / London Philharmonic Choir / Tiffin Boys' Choir / Klaus Tennstedt / Lucia Popp / Elizabeth Connell / Edith Wiens
- Symphony n.º 3 in E flat major "Eroica" Op. 55; Overture to Collin's Tragedy Coriolan Op. 62 - 2017 • Ludwig van Beethoven • NDR Sinfonieorchester / Klaus Tennstedt

### Álbumes en vivo
- Symphony n.º 5 - 1989 • Gustav Mahler • London Philharmonic Orchestra / Klaus Tennstedt
- Violin Concerto - 1993 • Johann Sebastian Bach, Ludwig van Beethoven • Sinfonie-Orchester des NDR / Klaus Tennstedt / Nigel Kennedy
- Symphony no. 4; Three Songs from "Youth's Magic Horn" - 2005 • Gustav Mahler • SWR Sinfonieorchester Baden-Baden und Freiburg / Klaus Tennstedt / Eva Csapó
- Songs of a Wayfarer; Symphony n.º 1 in D major - 2006 • Gustav Mahler • London Philharmonic Orchestra / Klaus Tennstedt / Thomas Hampson
- Oberon Overture / Symphony n.º 9 / Tragic Overture - 2006 • Carl Maria von Weber, Franz Schubert, Johannes Brahms • London Philharmonic Orchestra / Klaus Tennstedt
- Symphony n.º 7 / Symphony n.º 41 "Jupiter" - 2007 • Gustav Mahler, Wolfgang Amadeus Mozart • London Philharmonic Orchestra / Klaus Tennstedt
- Symphony n.º 1 / Piano Concerto - 2009 • Johannes Brahms, Robert Schumann • London Philharmonic Orchestra / Klaus Tennstedt / Jorge Bolet
- Symphony n.º 6 - 2009 • Gustav Mahler • London Philharmonic Orchestra / Klaus Tennstedt
- Symphony n.º 2 'Resurrection' - 2010 • Gustav Mahler • London Philharmonic Orchestra / London Philharmonic Choir / Klaus Tennstedt / Yvonne Kenny / Jard van Nes
- Symphony n.º 8 - 2011 • Gustav Mahler • London Philharmonic Orchestra / Klaus Tennstedt